# 松澤靖介
松澤 靖介（松沢、まつざわ やすすけ、1899年（明治32年）4月16日 - 1959年（昭和34年）6月8日）は、昭和期の医師、政治家。参議院議員（1期）、医学博士。

## 経歴
山形県北村山郡長瀞村（東根町を経て現東根市または河北町）で、松澤幾太郎（後年、敬之と改名）の長男として生まれる。1926年（大正15年）北海道帝国大学医学部を卒業した。同年、同大学附属病院で勤務した。
1934年（昭和9年）至誠堂病院第4代病院長に就任。その他、山形県保険医指導委員長、同県社会保険審査会審査委員長、日本医師会代議員、同理事、第2代山形県医師会長、山県市医師会長、秋田鉄道医会副会長、山形県医療機関整備審議会会長、国民健康保険審査会委員長、山形県教育委員会委員長、都道府県教育委員会連絡協議会副会長、山形県打毬会会長などを務めた。
1956年（昭和31年）7月、第4回参議院議員通常選挙で山形地方区から日本社会党公認で出馬して当選し、参議院議員に1期在任した。この間、医療保険制度の確立に尽力したが、1959年6月、議員在任中に死去した。死没日をもって勲四等旭日小綬章追贈、従五位に叙される。